# Alfredtjärnen
Alfredtjärnen är en sjö i Strömsunds kommun i Jämtland och ingår i Ångermanälvens huvudavrinningsområde. Sjön har en area på 0,0348 kvadratkilometer och ligger 495,9 meter över havet.

## Delavrinningsområde
Alfredtjärnen ingår i det delavrinningsområde (716824-140195) som SMHI kallar för Utloppet av Björkvattnet. Medelhöjden är 438 meter över havet och ytan är 7,8 kvadratkilometer. Det finns ett avrinningsområde uppströms, och räknas det in blir den ackumulerade arean 32,67 kvadratkilometer. Björkvattsån som avvattnar avrinningsområdet har biflödesordning 3, vilket innebär att vattnet flödar genom totalt 3 vattendrag innan det når havet efter 334 kilometer. Avrinningsområdet består mestadels av skog (54 procent). Avrinningsområdet har 2,18 kvadratkilometer vattenytor vilket ger det en sjöprocent på 27,9 procent.